# Tapís microbià

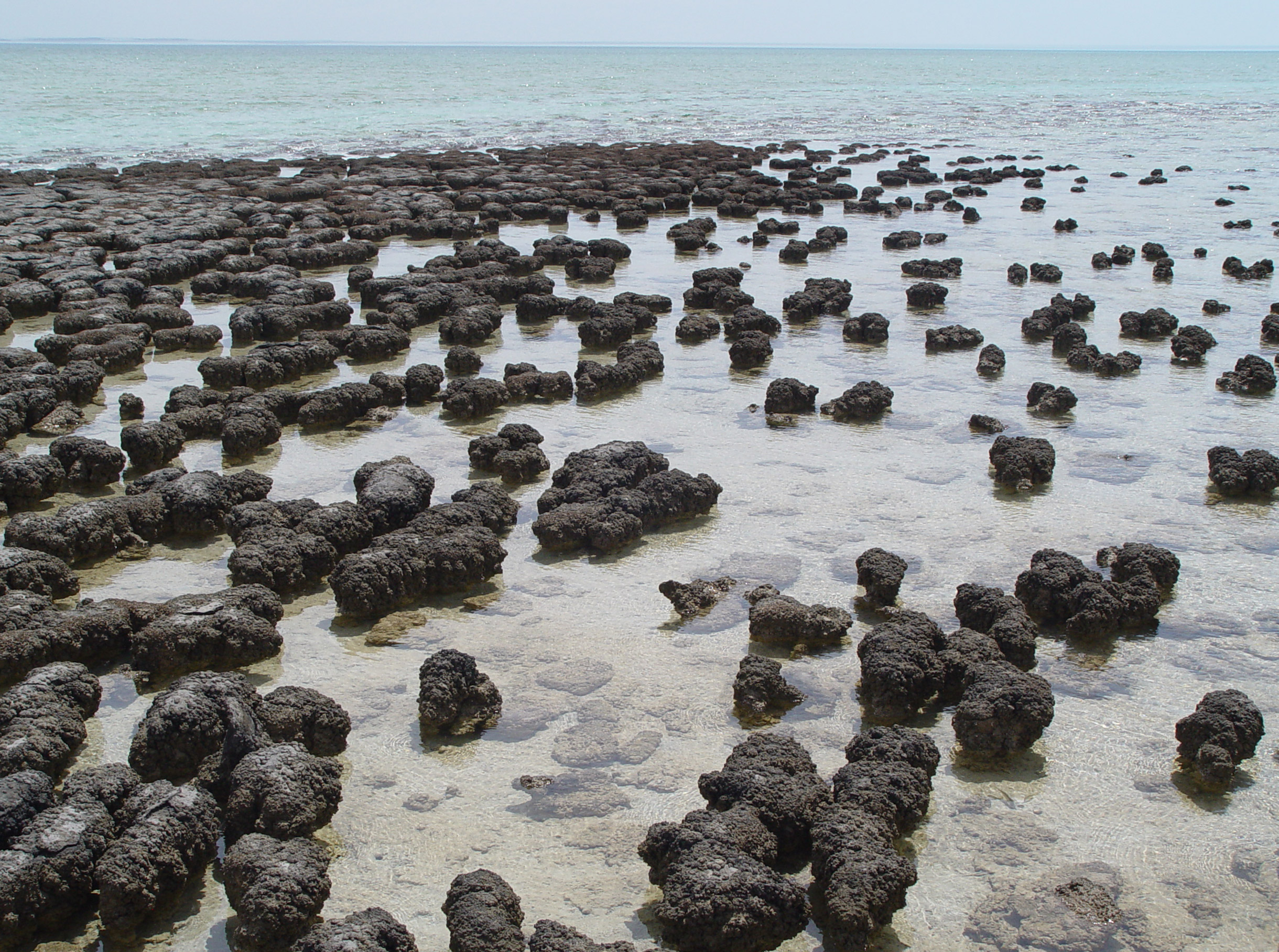
Els estromatòlits els formen alguns tapissos microbians.

Un tapís microbià /també tapet microbià) és una làmina multicapa de microorganismes, principalment bacteris i arqueus. Els tapissos microbians creixen a les interfícies entre diferents tipus de materials, la majoria submergits o en superfícies humides però uns pocs poden sobreviure als deserts. Colonitzen ambients que van des de les temperatures de –40 °C a +120 °C. Uns pocs es troben com endosimbionts d'animals.
Encara que com a màxim el seu gruix és de pocs centímetres, els tapissos microbians creen una gran varietat d'ambients químics interns i, per tant, generalment consisteix en capes de microorganismes que es poden alimentar o com a mínim tolerar els productes químics dominants al seu nivell, que són normalment formats per espècies estretament relacionades. En condicions humides, tapissos microbians normalment queden units per substàncies polimèriques extracel·lulars secretades pels microorganismes i en alguns casos alguns microorganismes formen xarxes de filaments que mantenen el tapís unit. Les formes més conegudes són tapissos planes i pilars anomenats estromatòlits, però també hi ha formes esfèriques.
Els tapissos microbians van ser els primers ecosistemes sobre la Terra i n'hi ha proves fòssils des de fa 3.500 milions d'anys; han estat els membres més importants i mantenidors dels ecosistemes de la Terra. Originàriament depenien de surgències hidrotermals per a l'energia i l'aliment químic, però el desenvolupament de la fotosíntesi gradualment els alliberà del confinament hidrotermal.
Com a resultat, els tapissos microbians produïren l'atmosfera actual, en la qual l'oxigen lliure és un component vital. Al mateix temps va ser el lloc de naixement dels més complexos eucariotes. Els tapissos microbians van ser abundants fins a la revolució del substrat cambrià, quan els animals que vivien en els fons del mar incrementaren la seva capacitat per fer forats i van deixar aigua amb oxigen a les capes profundes, enverinant amb oxigen els microorganismes que n'eren intolerants que hi vivien. Malgrat que això va eliminar els tapissos microbians de la profunditat dels mars els tapissos van prosperar en altres ambients.
Per la capacitat dels tapissos microbians d'aprofitar pràcticament qualsevol cosa per alimentar-se, hi ha un considerable interès industrial en utilitzar-los, especialment per al tractament de l'aigua i per netejar la contaminació.

## Descripció
Els tapissos microbians són un tipus de biofilm que és prou gros per a poder ser vist a ull nu i prou robust per a sobreviure a moderats estressos físics. Es formen colònies de bacteris per exemple entre l'aigua i el sediment. Poden estar definides o fusionar-se gradualment unes entre les altres. Una gran varietat de microbis són capaços de transcendir els límits de la difusió usant nanocables per llançar electrons de les seves reaccions metabòliques.
Els tipus de tapissos microbians més ben coneguts són els laminats, que es formen sobre superfícies aproximadament horitzontals i els estromatòlits, però també hi ha altres formes.